# Montigny-sur-Crécy
Montigny-sur-Crécy – miejscowość i gmina we Francji, w regionie Hauts-de-France, w departamencie Aisne.
Według danych na styczeń 2014 roku gminę zamieszkiwało 320 osób, a gęstość zaludnienia wynosiła 37,6 osób/km².